# Rino Ferrario
Rino Ferrario (Albiate Brianza, 7 de dezembro de 1926 - 19 de setembro de 2012) foi um futebolista italiano que atuava como meio-campo.

## Carreira
Rino Ferrario fez parte do elenco da Seleção Italiana de Futebol na Copa do Mundo de 1954, na Suíça, ele não atuou.